# Sudba rezidenta
Sudba rezidenta (russisk: Судьба резидента) er en sovjetisk spillefilm fra 1970 af Veniamin Dorman.

## Medvirkende
- Georgij Zjzjonov som Mikhail Tuljev
- Mikhail Nozjkin som Pavel Sinitsyn
- Andrej Vertogradov som Vladimir Borkov
- Jefim Kopeljan som Sergejev
- Rostislav Pljatt som Kazin